# Дель Боске, Висенте
 Висе́нте дель Бо́ске Гонса́лес, 1-й маркиз дель Боске (исп. Vicente del Bosque González, I marqués de Del Bosque; 23 декабря 1950, Саламанка) — испанский футболист, тренер. В качестве главного тренера — чемпион мира, чемпион Европы, двукратный победитель Лиги чемпионов, чемпион Испании, обладатель Межконтинентального кубка и Европейского суперкубка. Единственный в истории тренер, выигравший чемпионат мира, чемпионат Европы и Лигу чемпионов. В начале 2017 года УЕФА включила его в список десяти величайших тренеров европейского футбола с момента основания организации в 1954 году.

## Карьера игрока
В 18-летнем возрасте Висенте Дель Боске оказался в «Реале», чему поспособствовал президент клуба Сантьяго Бернабеу. Однако в первую команду он попал далеко не сразу, несколько сезонов проведя в аренде, переквалифицировавшись в это время из нападающего в центрального полузащитника. Лишь в 1973 году Дель Боске начал стабильно выступать за «Реал». В «королевском клубе» Висенте провёл 11 лет, проведя за клуб 339 матчей и выиграв девять трофеев. Как игрок он отличался хорошим дриблингом и неуступчивостью в единоборствах. За годы в команде испанец заслужил большое уважение от партнёров и поклонников.
В сборной Испании Дель Боске лишь изредка выходил на поле в основе или на замену, тем не менее это не помешало ему попасть в заявку команды на Евро-1980.

## Карьера тренера
Ещё будучи игроком Дель Боске получил тренерскую лицензию и после завершения игровой карьеры в 1984 году начал работать с молодёжной командой «Реала», периодически входя в тренерский штаб основной команды. В 1994 году Дель Боске впервые временно встал у руля главной, руководя ей на протяжении трёх месяцев. Ещё раз ему довелось быть временным главным тренером в 1996 году, на этот раз возглавляя команду лишь в одном матче.
После увольнения Джона Тошака в ноябре 1999 года команду было решено доверить Дель Боске, на этот раз на постоянной основе. На тот момент «Реал» занимал в Примере восьмое место и Висенте не удалось значительно улучшить его турнирное положение (итоговое пятое место). Однако выступление в Лиге чемпионов закончилось для сливочных «триумфом»: в плей-офф турнира подопечные Дель Боске поочерёдно обыграли «Манчестер Юнайтед» и «Баварию» (финалистов предыдущего розыгрыша турнира), а в финале со счётом 3:0 была разгромлена «Валенсия». В следующем сезоне «Реал» после четырёхлетнего перерыва сумел стать чемпионом Испании, но в Лиге чемпионов остановился на стадии полуфинала.
В 2000 году президентом «Реала» становится Флорентино Перес, который в скором времени усиливает команду звёздами первой величины: Луишем Фигу, Зинедином Зиданом и Роналдо. Дель Боске удалось сплотить звёздный коллектив в одну команду и найти подход к каждой из звёзд. В 2002 году Дель Боске во второй раз привёл мадридцев к победе в Лиге чемпионов, выбив в полуфинале своего главного соперника — «Барселону», а в финале, на этот раз со счётом 2:1, был обыгран немецкий «Байер 04». В следующем сезоне «Реал» вернул себе чемпионский титул (предыдущий сезон он завершил на третьем месте), а также выиграл Суперкубок УЕФА и Межконтинентальный кубок. Достойно «сливочные» выступили и в Лиге чемпионов, вновь дойдя до полуфинала турнир и в упорной борьбе уступив «Ювентусу». Вероятно именно этот факт вызвал недовольство Переса и по окончании сезона Дель Боске был отправлен в отставку со своего поста, покинув клуб, которому отдал 36 лет жизни.
После годового перерыва Дель Боске вернулся к тренерской работе, возглавив турецкий «Бешикташ», где проработал всего полгода, после чего был отправлен в отставку за неудовлетворительные результаты. В 2006 году ему предложили стать тренером сборной Мексики с зарплатой 2 млн долларов, но Висенте отказался. В тот период шли выборы президента «Реала» и Дель Боске ожидал победы Хуана Паласио и готов был продолжить тренировать клуб, однако победу одержал Рамон Кальдерон, что заставило Висенте отказаться от возвращения в «Реал».

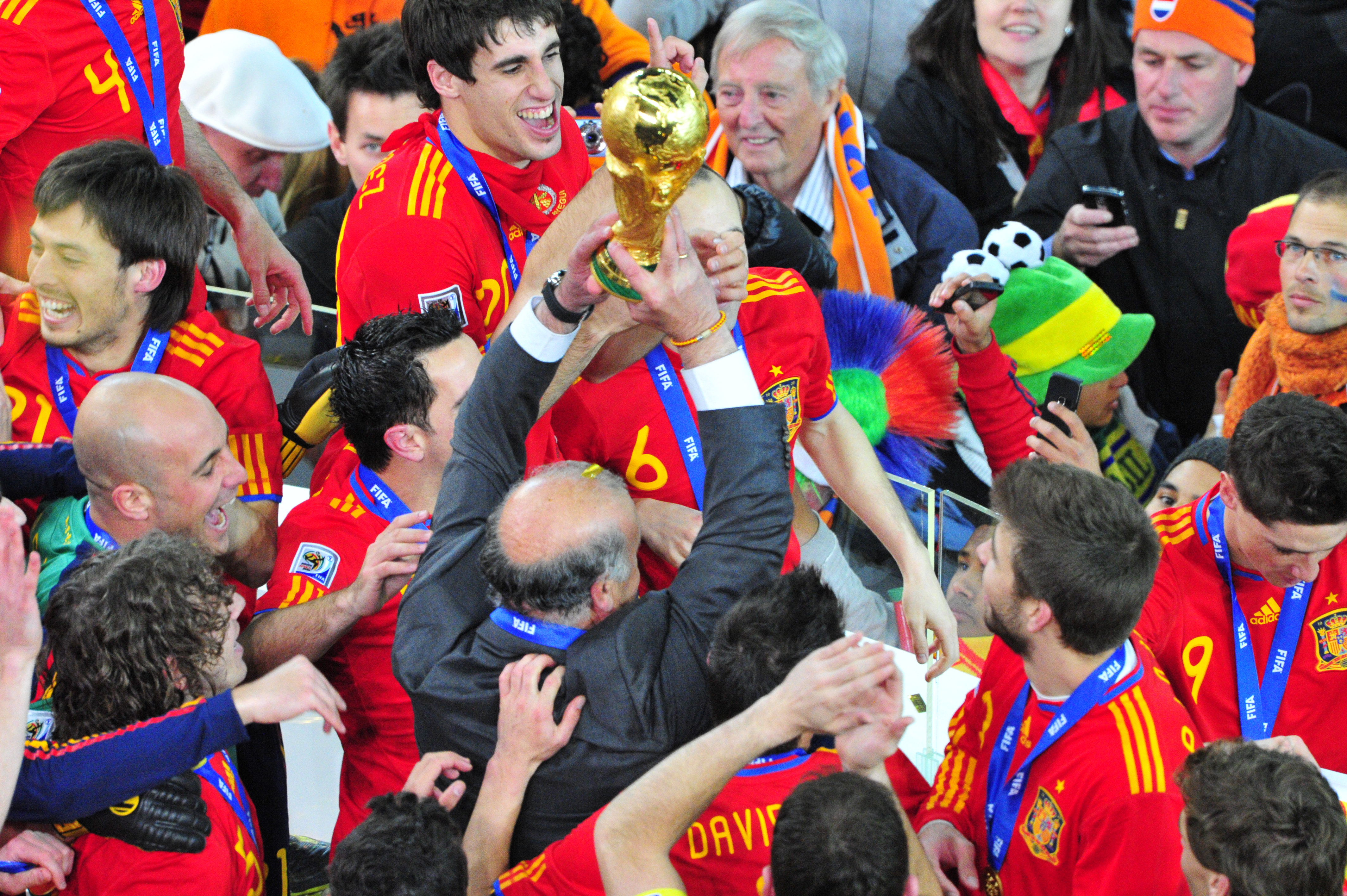
Игроки сборной Испании и Дель Боске празднуют победу на Чемпионате мира 2010 года в ЮАР

После Евро 2008 Дель Боске заменил ушедшего с поста главного тренера Луиса Арагонеса в сборной Испании. Дебют в сборной состоялся 6 сентября 2008 года в матче против Боснии и Герцеговины, где дружина Дель Боске одержала победу с минимальным преимуществом 1:0. 11 июля 2010 года сборная Испании под руководством дель Боске стала чемпионом мира 2010 года в ЮАР, обыграв в финале сборную Нидерландов со счетом 1:0 в дополнительное время. Дель Боске руководил сборной и на Евро-2012, где «красная фурия» вновь добилась золотых медалей, разгромив в финале сборную Италии со счётом 4:0. С 2010 года руководимая им команда не знала поражений в официальных матчах, а продолжительность уникального достижения составляла 29 игр. Кроме того, в плей-офф двух победных турнирах испанцы не пропустили ни одного гола, одержав шесть побед из семи (лишь один матч был выигран в серии пенальти).
После этого результаты сборной резко ухудшились: финал Кубка конфедераций 2013 был проигран сборной Бразилии (0:3); на чемпионате мира 2014 в Бразилии сборной Испании не удалось выйти из группы — она проиграла сборной Нидерландов (1:5) и сборной Чили (0:2); на Евро-2016 Испания уступила Италии в 1/8 финала (0:2). 1 июля 2016 года Висенте Дель Боске заявил, что намерен уйти в отставку и завершить тренерскую карьеру.
Висенте Дель Боске стал единственным тренером, которому удалось выиграть Лигу чемпионов (2 раза), чемпионат мира и чемпионат Европы в качестве главного тренера. Помимо этого он выигрывал чемпионат Испании, Суперкубок Европы и Межконтинентальный Кубок..

## Личная жизнь
Женат. Имеет двух сыновей и дочь.

## Достижения

### В качестве игрока
Реал Мадрид
- Чемпион Испании: 1974/75, 1975/76, 1977/78, 1978/79, 1979/80
- Обладатель Кубка Испании: 1973/74, 1974/75, 1979/80, 1981/82

### В качестве тренера
Реал Мадрид
- Чемпион Испании: 2000/01, 2002/03
- Обладатель Суперкубка Испании: 2001
- Победитель Лиги чемпионов УЕФА: 1999/00, 2001/02
- Обладатель Суперкубка УЕФА: 2002
- Обладатель Межконтинентального кубка: 2002

Сборная Испании
- Чемпион мира: 2010
- Чемпион Европы: 2012
- Бронзовый призёр Кубка конфедераций: 2009
- Серебряный призёр Кубка конфедераций: 2013

### Личные
- Тренер года по версии УЕФА: 2002
- Лучший тренер национальной сборной по версии IFFHS (4): 2009, 2010, 2012, 2013
- Тренер года ФИФА: 2012
- Большой крест Королевского ордена «За спортивные заслуги»[12]
- 3 февраля 2011 года король Испании Хуан Карлос I даровал Висенте дель Боске титул маркиза[13].

## Тренерская статистика
| Команда         | Страна       | Начало работы  | Окончание работы | Результаты | Результаты | Результаты | Результаты | Результаты |
| Команда         | Страна       | Начало работы  | Окончание работы | И          | В          | Н          | П          | П %        |
| --------------- | ------------ | -------------- | ---------------- | ---------- | ---------- | ---------- | ---------- | ---------- |
| Реал Мадрид     | Флаг Испании | 7 марта 1994   | 30 июня 1994     | 11         | 5          | 1          | 5          | 45.45      |
| Реал Мадрид     | Флаг Испании | 21 января 1996 | 24 января 1996   | 1          | 1          | 0          | 0          | 100.00     |
| Реал Мадрид     | Флаг Испании | 17 ноября 1999 | 23 июня 2003     | 233        | 127        | 56         | 50         | 54.51      |
| Бешикташ        | Флаг Турции  | 8 июня 2004    | 27 января 2005   | 17         | 8          | 5          | 4          | 47.06      |
| Сборная Испании | Флаг Испании | 17 июля 2008   | 1 июля 2016      | 114        | 89         | 8          | 17         | 78.07      |
| Всего           | Всего        | Всего          | Всего            | 376        | 230        | 70         | 76         | 61.17      |